# Lespedeza leptostachya
Lespedeza leptostachya är en ärtväxtart som beskrevs av Asa Gray. Lespedeza leptostachya ingår i släktet Lespedeza och familjen ärtväxter. Inga underarter finns listade i Catalogue of Life.